# Oude raadhuis (Naaldwijk)
Het Oude raadhuis is een rijksmonument in de Nederlandse plaats Naaldwijk uit het jaar 1561. In dat jaar schonk Willem Koorszoon grond voor de bouw van een gemeenraet of dynghuys. Het raadhuis werd voor het eerst gerestaureerd in 1632 en 56 jaar later voor de tweede keer. De tweede restauratie of uitbreiding was grondiger dan de eerste en bij deze restauratie werd ook het jaartal op de voorgevel (anno 1688) geplaatst. Rond het jaar 1852 is de hoofdingang verplaatst van het Wilhelminaplein naar de Herenstraat. Boven de toen nieuwe ingang werd een van elders afkomstige gevelsteen die Vrouwe Justitia afbeeldt ingemetseld.
De belangrijkste functie in de eerste eeuwen van het bestaan van het raadhuis was de rechtspraak.
In 1934 zijn de (familie-)wapens van het geslacht Van Naaldwijk (bovenaan), Frederik Hendrik (midden) en Willem III (onderaan) aangebracht.  In dat jaar vond ook een gevelrestauratie plaats en zijn een viertal glas-in-loodramen aangebracht. Deze staan voor de verschillende aspecten van het gemeentelijke leven, zoals huwelijk, tuinbouw, de zorg voor ouderen en de geschiedenis van Naaldwijk.
In 1898 bracht koningin Wilhelmina een bezoek aan de gemeente en aan deze gebeurtenis herinnert nog een gedenksteen in de hal van het gebouw.

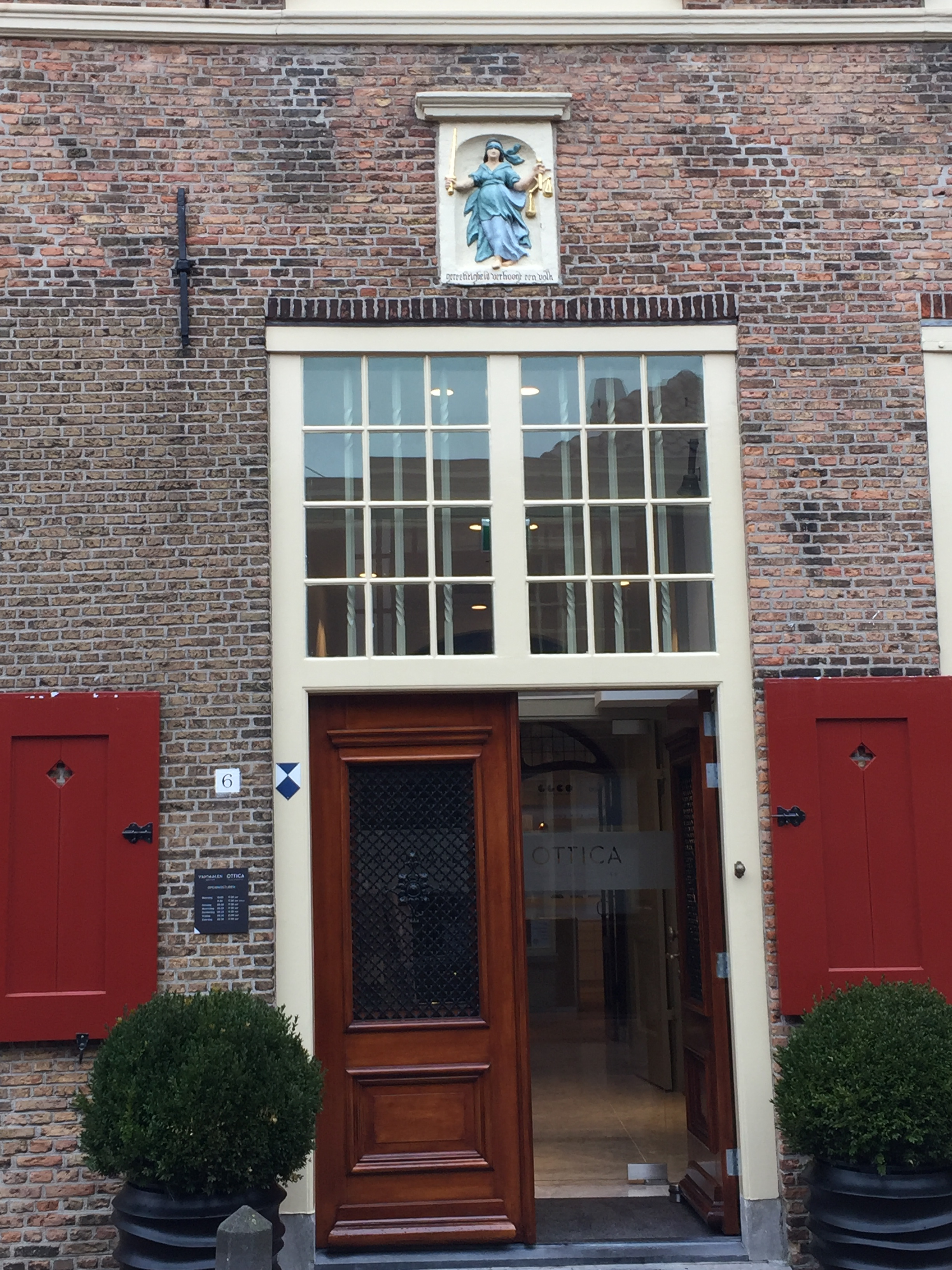
Vrouwe Justitia boven de ingang. Onderschrift: Rechtvaardigheid verhoogt een volk (Spreuken 14: 34)